# گوروویه
گوروویه (انگلیسی: Gorovoye) یک شهرک در بخش کراسنوگفاردیسکی استان بلگورود کشور روسیه است.